# Osbornellus blantoni
Osbornellus blantoni är en insektsart som beskrevs av Rauno E. Linnavuori 1959. Osbornellus blantoni ingår i släktet Osbornellus och familjen dvärgstritar. Utöver nominatformen finns också underarten O. b. unilineatus.